# Ras al-Aswad
Ras al-Aswad (arab. رأس الأسود) – wieś w Syrii, w muhafazie Aleppo, w dystrykcie Afrin. W 2004 roku liczyła 275 mieszkańców.